# DQN
DQN是在日本所流行的網路用語與蔑稱之一，通常指玩世不恭的不良人物、頭腦不好或是粗暴使用暴力的人，有时候也指没有常识或缺乏知識的人，也指父母给孩子取一些奇怪名字或自創发音。

## 概述
这个词汇来自朝日电视台从1994年到2002年播放的系列节目『目击！DQN』。该节目名称使用的“DQN”本来是个擬聲語。在该节目中演出的所谓的“不良少年”过多，他们经常有缺乏常識的举动，所以在网络上人们便把“DQN”当作对脱线人物的蔑称。
随着该词在日本论坛2ch上的广泛应用，现在该词不仅仅是指学历低的人，还指缺乏常识和说话语无伦次的人。并且，升学率以及就业率差劲的学校也被称为“DQN高中（大学）”，从这一点可以看出该词一直没有和“學歷”脱离关系。在2ch論壇上演變成獨自的用法（發音類似大糞）。可以清楚地看出该词为贬义词。

## 延伸用法

### DQN姓名
2000年以来，日本父母给孩子起名兴起这样一种风潮，那就是给孩子起一些专属暴走族的音译汉字名，如“（发音AIRA）”。还有取自动画、漫画、游戏等虛構角色的音译汉字名，如“（发音PIKACHU，与《神奇寶貝》中的皮卡丘发音相同）”、“／)（发音Luffy，与《航海王》中的魯夫发音相同）”、“／)（发音Zeusu，与希腊神宙斯发音相同）”、“／)（发音Doremi，与小魔女DoReMi发音相同）”。这种难读难懂的名字被称为“DQN姓名”，又名為「閃亮名字」。
同樣，即使一個名字在現代日本並不常用，但如果它是一個古老的傳統名字，它就會被稱為「皺紋名字」（シワシワネーム）。
每个人对DQN姓名判断标准不同，但是法院表示，监护人根据个人喜好随意起名的行为并不恰当，他们应为孩子起有助于其成长的姓名。倘若警察局因姓名问题拒绝出生登记，应冷静思考重新起名。并且，如果申请成功，日本的家事法庭也允许改名一次。
常見的DQN名字有如下幾類：
- 姓名无视汉字读音：如为汉字标注英语读音或自创读音。
- 不知道漢字本身所代表的不好的意思，只用讀音去拼湊出漢字：例如象徵海中明月的，日文漢字有水母的意思。也有不知道其辭彙的意義而取名的例子如：（ Anaru），日語音同『anal』，即肛門）、（ Mara，日語音同，即陰莖）、（日語音同，即避孕）等粗話或與性有關聯的用語，而這問題在歐美國家也時常出現[20][21]。更甚者有與這種以自己喜愛選手的姓氏或名字等將孩子取名，或者念做「Aqua」卻寫成（Aqua為拉丁語中的「水」），念做「Mars」卻寫成這種搞錯外來語意思的例子。
- 人名以外的名詞：不使用或等等常見的人名，而使用不適合當作人名的動物名（如：無尾熊）、食物名（如：可可）、星球或星座名、甚至有像哈姆太郎等卡通角色的名稱來命名的例子。
- 混淆性別的名字：如为男生起女性名，或者女生取男性名。但随时代变化，較中性的名字也較為被接受。例如男生的名字取為、女生的名字取為就沒有那麼的突兀了。
- 起过于恢弘的姓名：由於不了解西方人對傳統宗教（一般是天主教或基督教）中對上帝或惡魔等神明的敬畏[原創研究？]而自以為是亂取姓名如“Jesus”（耶穌基督）“Salvador”（救世主）或“Lucifer”（路西法）等。在山梨縣，有高中生名字為，由於意為「王子殿下」，常年被同學朋友嘲笑而困擾，甚至遭言語霸凌，直到2019年3月他滿18歲成年時，自己向甲府家事法庭申請更名為獲准[22]。
- 本人與周圍的人都不知其涵義的姓名：發生於西元2000年（平成12年）的「鼎殺父事件」。起因父親將兒子取名為「鼎」（日語發音為 Kanae，在戰後日本，較為少用。），但這個名字被周圍的人認為是奇怪的名字且偏向女性化[註 1]，兒子因而被人愚弄，兒子成年之後改了名字，但事情沒有因為兒子改了名字而結束。2000年9月，發生了這名兒子殺害命名父親的事件。有證言指出：被告者在法庭上從法官的話語中第一次得知了自己名字的深遠内涵，鼎在中國古代天子在位時代表具有重大地位身分之義。雖然是個好名字卻因為周围的人都不了解涵義所在，因此被當作DQN名字看待而遭人愚弄，遺憾地發展成殺人事件。[24][25][26]此外在本文中，「鼎」被歸類為常見的DQN名字，但對於「鼎」是否是 DQN名字存在一些爭議。[26]

父母為子女取所謂DQN姓名的主要原因有：
- 厌恶普通姓名，想为孩子取独一无二的名字
- 对词汇知识理解不足
- 优先考虑发音和汉字形状
- 受動漫畫、流行文化影响

### DQN高校
- 不良少年聚集的学校。
- 被劝退以及被迫留级的学生人数多的学校。

### DQN大学
指DQN学生众多的大学，即学力低下，且“在课堂上私下交流声音不绝于耳，留級和中退生多”的大学。新建的无名私立大学及其学生容易被冠以此名。另外，也用于大学生自嘲所在大学。除此之外，重复改名以及無限制扩招外国留学生的大学也容易遭受批评，而被称为DQN大学。

### DQN父母
指缺乏道德觀念的父母。
- 明明有能力支付孩子的育幼費與伙食費，卻雞蛋裡挑骨頭地故意不支付。
- 在餐厅，电车等公共场所，对孩子吵闹奔跑等沒有禮貌的行为置之不理。
- 对于会给儿童教育带来恶性影响的兴趣及嗜好不加约束，只贪图自己享乐，并带领孩子一起前往電動玩具店，柏青哥店等娱乐场所。
- 对孩子的不良行为（染髮，穿耳环，吸菸等）默認甚或给予奖励，并且不認為這樣做是不對。
- 对教育自己孩子注意礼貌的对象进行恐嚇（惱羞成怒），殴打等行为。
- 不承认自己孩子的错误。
- 因為自己也染髮等等，以此種理由把小孩的頭髮染成金色或茶色。小孩子的頭皮比起大人來的脆弱，若是嚴重的狀況下會發炎，一輩子都長不出頭髮的情況也有。
- 因一点小事便投訴学校，提出无理要求或要求赔偿（→怪獸家長）。
- 將小孩子用前述的DQN名字來取名。

## DQN的中文翻譯
现在没有公認的翻譯，不過按照中文社會的網路流行語來看，則較近似於「8+9」、「白爛」、「屁孩」、「腦殘」或「脫線」等用語。

## 脚注
1. ↑  .   [2015-09-18]. （原始内容存档于2016-06-30）.
2. ↑  .   [2016-05-18]. （原始内容存档于2016-08-06）.
3. ↑  .   [2015-09-18]. （原始内容存档于2016-08-15）.
4. ↑  . ままのて. 2025  [2025-08-12].
5. ↑  . academistt journal. 2023  [2025-08-12].
6. ↑  .   [2025-01-24]. （原始内容存档于2024-06-04）.
7. ↑  .   [2025-01-24]. （原始内容存档于2025-01-25）.
8. ↑  .   [2025-01-24]. （原始内容存档于2025-01-25）.
9. ↑  .   [2025-01-24]. （原始内容存档于2025-01-25）.
10. ↑  .   [2025-01-24]. （原始内容存档于2025-01-25）.
11. ↑  .   [2025-01-24]. （原始内容存档于2025-01-25）.
12. ↑  .   [2025-02-06]. （原始内容存档于2024-06-04）.
13. ↑  .   [2025-01-24]. （原始内容存档于2025-01-25）.
14. ↑  .   [2025-01-24]. （原始内容存档于2025-01-25）.
15. ↑  .   [2025-01-24]. （原始内容存档于2024-06-04）.
16. ↑  .   [2025-01-24]. （原始内容存档于2024-06-04）.
17. ↑  .   [2025-01-24]. （原始内容存档于2024-06-04）.
18. ↑  .   [2025-01-24]. （原始内容存档于2024-06-04）.
19. ↑  .   [2025-01-24]. （原始内容存档于2025-01-26）.
20. ↑  .   [2015-09-18]. （原始内容存档于2016-03-05）.
21. ↑  .   [2015-09-18]. （原始内容存档于2015-06-01）.
22. ↑  .   [2019-12-14]. （原始内容存档于2019-12-14）.
23. ↑  . 日本研究のための歴史情報.   [2025-08-11].
24. ↑  .   [2015-09-18]. （原始内容存档于2016-03-04）.
25. ↑  .   [2015-09-18]. （原始内容存档于2015-09-15）.
26. 1 2  .   [2015-09-18]. （原始内容存档于2016-03-04）.

## 注解
1. ↑  不過，在明治至昭和初期刊行的《人事興信録》中，刊登了複數名叫「鼎」（日語發音為 Kanae）的男人。[23]